# Местност
Мѐстност е част от земната повърхност, обикновено сред природата, с приблизително определени граници. Според контекста може да има значение и на „око̀лност“. Думата има остарели – вече неупотребявани, значения на селище, на територия (в смисъла на „земно или водно пространство с определени граници“, както и на землище (в смисъла на извънселищна територия на населено място).
Местността – в качеството на конкретна част от земната повърхност с приблизително или точно определени граници, има име (наименование).

## В извънселищната територия
В землището на едно населено място понякога има различни местности с едни и същи имена, а има и местности, известни с повече от едно име.
По тези причини, както и поради неопределеността на границите на местностите, в процеса и за нуждите на възстановяването на правото на собственост върху земеделските и горските земи и горите въз основа на Закона за собствеността и ползването на земеделските земи и Закона за възстановяване на собствеността върху горите и земите от горския фонд е извършвано по целесъобразност със заповеди на (тогава) министъра на земеделието и горите окрупняване на местностите, както и приемане на еднозначно определени техни граници. В резултат на това са отпаднали някои традиционни имена на местности.
За недвижимите имоти в земеделските земи и горските територии наименованието на местността е задължителен елемент от административния адрес на имота.
В местностите се срещат и обособени техни части, които са специфични и се обозначават като самостоятелен обект със собствено име. Такива са например оброчищата.

## В урбанизирана територия
Като местности са известни по местоположение и име части на населените места не само в извънселищната, но също и в селищната (урбанизираната) им територия.
В процеса на разширяване на селищната територия при градовете, особено на по-големите от тях, чрез включването в нея и застрояването на околни местности, съответните части от територията на града остават за дълго време да се водят като местности с имената си. За значителни част от градската територия имената могат да присъстват и в издаваните тогава документи за собственост на имотите, понякога едновременно с административното подразделяне на града и адресирането – като елемент от последното.

## Защитени местности
Някои местности са защитени, тоест основната задача при тях е да се опазят природните им дадености, например Защитената местност „Козница“. Други местности са такива като част от природни паркове, например Защитена местност „Силистар“.